# Das Mirakel (1912)
Das Mirakel ist ein schwarzweißer Stummfilm von Max Reinhardt respektive Michel Carré aus dem Jahr 1912. Die österreichisch-deutsche Koproduktion basiert auf dem Bühnenwerk Das Mirakel von Karl Gustav Vollmoeller.
Im selben Jahr entstand eine weitere Filmversion des Stoffes unter dem Titel Das Marienwunder – Eine alte Legende, bei der Mime Misu Regie führte.

## Inhalt
Die Handlung basiert auf einer mittelalterlichen Marienlegende, die in ihrer Urform bei Caesarius von Heisterbach im Dialogus miraculorum zu finden ist. In einem alten Kloster gibt es eine Statue der Jungfrau Maria, die den kleinen Jesus im Arm hält. Sie ist bekannt dafür, Wunder vollbringen zu können, weshalb viele Pilger und Menschen mit Gebrechen ihren Weg zu ihr wählen. Die junge Nonne Mégildis hat eine besondere Beziehung zu ihr aufgebaut. Als sie eines Tages im Klostergarten Blumen pflückt, um den Altar zu Füßen der Jungfrau zu schmücken, wird sie von einem strahlenden jungen Ritter entführt, ohne dass sie sich groß zur Wehr setzt, eher im Gegenteil, hat sie doch heimlich von den Versuchungen, die sie außerhalb der Klostermauern vermutet, geträumt. Es ist jedoch der Beginn einer mehrere Jahre dauernden Odyssee für die junge Frau, die mit zahlreichen Erniedrigungen einhergeht und mit großem Leid angefüllt ist. Letztendlich wird sie sogar der Hexerei verdächtigt.
Da die barmherzige Jungfrau Maria in Mégildis Gestalt deren Platz einnimmt und die der Nonne obliegenden Arbeiten im Kloster verrichtet, bemerkt niemand, dass Mégildis fort ist. Allerdings kommt es zuvor zu Aufgeregtheiten unter den Nonnen, als sie statt der Marienstatue nur noch deren Umhang und andere Insignien vorfinden und dafür keine Erklärung haben, die ihnen die von ihnen bedrängte Mégildis, wie sie glauben, jedoch nicht liefert.
Nachdem viele Jahre ins Land gezogen sind, kehrt Mégildis an Heiligabend mit ihrem in Schande geborenem Kind auf dem Arm schwach, gebrochen, reumütig und sichtlich gealtert zurück und nimmt dank der Jungfrau Maria wieder den Platz ein, auf dem diese sie vertreten hat. Mégildis fällt ihr dankbar zu Füßen und küsst den Saum ihres Umhangs, bevor sie sich wieder in ihre Nonnentracht hüllt. Dann legt sie der Madonna ihr Kind in die Arme, das von dieser angenommen wird. Als die übrigen Nonnen gewahr werden, dass ihre Madonnenstatue wieder da ist, fallen sie dankbar und freudig auf die Knie und die große Glocke beginnt zu läuten.
Im Gegensatz zur mittelalterlichen Legende spielt hier das Jesuskind eine wichtige Rolle. Die unbefleckte Empfängnis wird uminterpretiert, indem das Baby der Nonne durch die Heilige Jungfrau an Kindes statt angenommen wird.

## Produktion, Hintergrund, Veröffentlichung
Angesichts des überwältigenden Publikumserfolgs der Singspielvorlage entschloss sich Vollmoeller 1912, den Stoff zu verfilmen. Dazu überarbeitete er das Stück und kürzte die Szenenfolge von 4 auf 2 Stunden. Im Anschluss an die Wiener Aufführungen im September 1912, begannen in der Umgebung Wiens die Dreharbeiten. Die Herstellungskosten lagen seinerzeit bei circa 1 Million Mark. In die pantomimischen Szenen wurden Humperdincks Lieder Romanze, Die Lerche, Klage, Wiegenlied, Komm herbei Tod und Weihnachten integriert.
Inwieweit Max Reinhardt, der sich während der Dreharbeiten mit dem amerikanischen Produzenten Joseph Menchen überwarf, was dazu führte, dass der Franzose Michel-Antoine Carré die Regie übernahm, in den Film involviert ist, liegt im Dunkeln. Reinhardt hat sich dazu nie abschließend geäußert und auch die befragten Kameraleute Jeapes antworteten nur ausweichend. Maria Carmi, die die Madonna spielte, war die Ehefrau des Autors der Vorlage Karl Gustav Vollmoeller. Es war ihr erster Film, der eine erfolgreiche Karriere nach sich zog.
Die Präsentation des Films war einmalig und überwältigend, wie Variety schrieb: Die Front einer Kathedrale bildete die Umrahmung der Leinwand, im Kinosaal wurde Weihrauch entzündet, ein in Gewänder gehüllter Chor betrat die Bühne und die Musik verwandte die Handlung unterstreichende Soundeffekte. Der Film hatte am 21. Dezember 1912 im Covent Garden Royal Opera House in London Weltpremiere. Am 13. Februar 1913 lief der Film erstmals in den Vereinigten Staaten, und zwar in New York. Erst am 15. Mai 1914 erfolgte die deutsche Premiere in Berlin.
Der Stummfilm hatte seinerzeit eine Länge von vier Akten auf 1.459 Metern, ca. 80 Minuten. Die Zensurmaßnahme der Reichsfilmzensur am 27. Mai 1921 ergab eine Kürzung auf noch 1.269 Meter (ca. 70 Minuten).

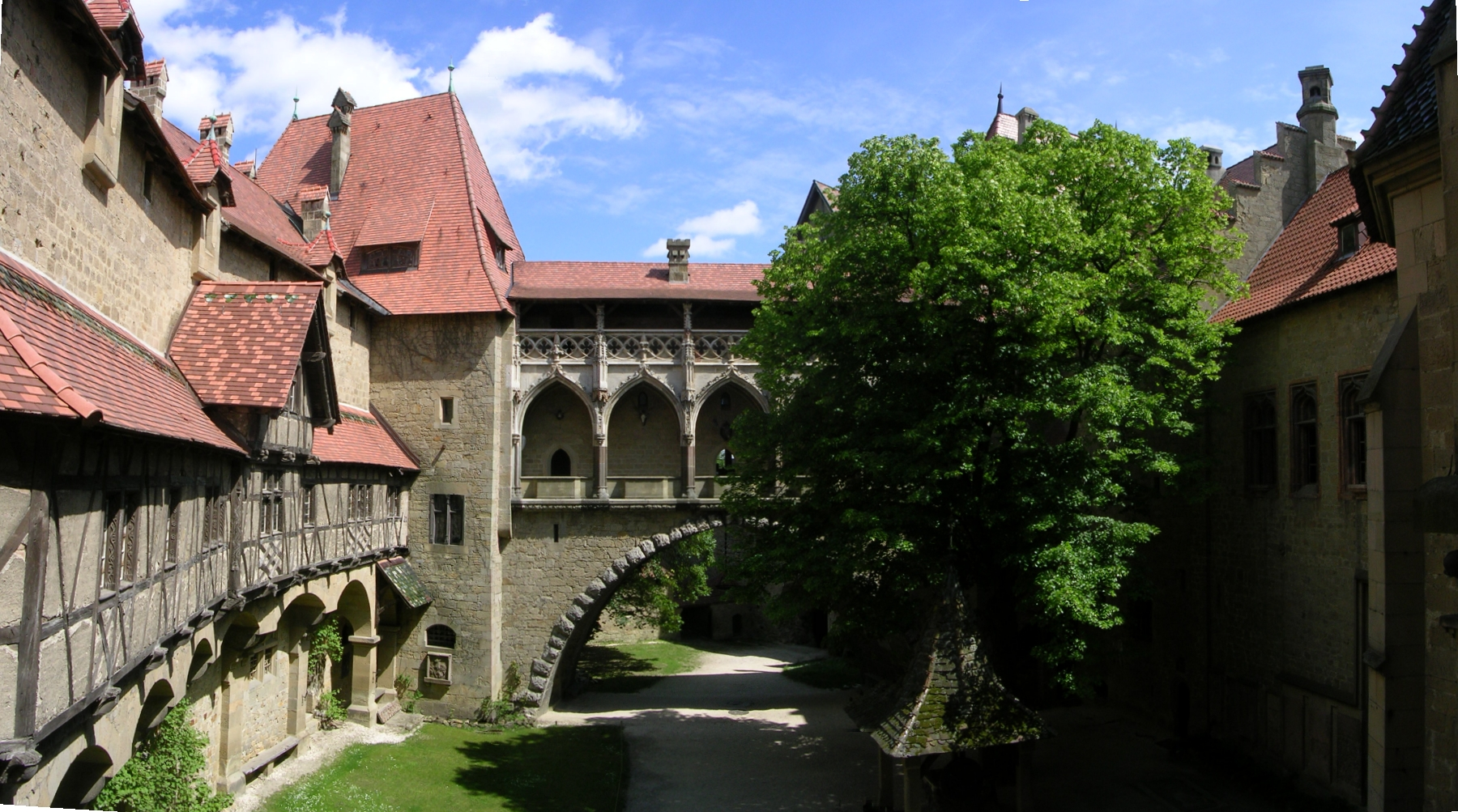
Burg Kreuzenstein – Blick in den Burghof, einen der Drehorte

Der Film war für seine Zeit ein bemerkenswertes Kunstwerk. Zum einen wurde er nicht im Studio, sondern an verschiedenen Lokalitäten (Burg Kreuzenstein im niederösterreichischen Leobendorf, Kirche in Perchtoldsdorf, Wald) gedreht, zum anderen kam er in Farbe (handkoloriert) und mit Ton (Live-Orchester und Chor) in die Kinos. Anlässlich jeder Premiere wurden die Räumlichkeiten wie für ein Theaterstück mit aufwändigem Bühnenbild versehen.
Seit dem Ende des Zweiten Weltkriegs galt der Film als verschollen. Im Juni 2011 wurde bekannt, dass sich eine Kopie im französischen CNC-Filmarchiv in Bois-d’Arcy  befindet.

## Kritik, Rezeptionsgeschichte, Wirkung
Das Branchenblatt der Unterhaltungsindustrie Variety sprach von einem „Celluloid-Drama“, wie es schöner nicht sein könne, das in mancherlei Hinsicht sogar der ursprünglichen Bühnenfassung überlegen sei. Die Präsentation des Films sei bemerkenswert beeindruckend wie auch die allgemeine Wirkung der Bilder, die natürlich in den Farben seien und mit ihren reichlichen Bildunterschriften den Fortschritt in der Geschichte des Films verkörperten. Kein gesprochenes Spiel könne mehr bieten.
Die britische Zeitschrift The Bioscope kritisiere jedoch, dass ein Bild, das durch die Kamera gesehen werde, ein ganz anderes sei, als das, das mit bloßem Auge betrachtet werde, und bemängelte die mangelnde Anpassung, die zu manchmal lächerlichen Effekten führe. So würden die Bilder aus der Kathedrale dazu beitragen, dass Menschen von Zwergen zu Riesen anschwellen würden, was fast lächerlich sei.
Die Wirkungsgeschichte des Films (2.000 Mitwirkende) reicht von der Londoner Weltpremiere 1912 (10.000 Zuschauer) über die US-Premiere 1913 sowie die Deutschlandpremiere 1914. Danach entwickelte sich der Film zu einem Longseller, der vornehmlich in Deutschland und Österreich-Ungarn während des Weltkriegs 1914–1918 und danach immer wieder bis Ende der Zwanziger Jahre gezeigt wurde. Letztmals wurde das religiöse Weihespiel 1948 bei den Salzburger Festspielen, wo es bereits 1926 gezeigt worden war, aufgeführt. Mit fünf Neuinszenierungen durch Reinhardt (Wien, Berlin Hamburg und weitere Städte) lief es sowohl in Europa als auch den Vereinigten Staaten und kam allein in New York auf knapp 300 Aufführungen und eine sechswöchtige Tournee durch die USA und gehörte seinerzeit zu den „theatralischen Massenphänomenen“.
Angesichts der Weltwirtschaftskrise 1929 zerschlugen sich die Pläne der Hollywoodstudios, unter Mitwirkung Vollmoellers und Reinhardts, eine Tonverfilmung des Stoffes zu produzieren. Erst 1959 ließ Hollywood „The Miracle“ (deutscher Titel Die Madonna mit den zwei Gesichtern) in einer verkitschten Version als Tonfilm wieder auferstehen.